# کبودبال میرزا
کبودبال میرزا (نام علمی: Azanus mirza) نام یک گونه از سرده کبودبال‌های کرتی است.